# Фенино (Рождественское сельское поселение)
Фенино — деревня в Ельнинском районе Смоленской области России. Административный центр Рождественского сельского поселения.
Расположена в юго-восточной части области  в 19  км к северу от города Ельня, на автодороге Р137 Сафоново — Рославль. 
Население — 163 жителя. (2021 год).

## Медицина
Фенинский ФАП ОГБУЗ "Ельнинская межрайонная больница".

## Образование, культура
Фенинская школа, Фенинский сельский дом культуры,библиотека.

## Экономика
Администрация Бобровичского сельского поселения,фермерское хозяйство, магазин,почтовое отделение.

## Достопримечательности
Памятник Великой Отечественной войны.